# گل دیواری
گل‌دیواری (به ژاپنی: ヤマトナデシコ七変化) یک مجموعه مانگا ژاپنی به نویسندگی توموکو هایاکاوا که از سال ۲۰۰۰ تاکنون در حال چاپ است. این سری مانگا توسط شرکت نیپون انیمیشن تبدیل به یک مجموعه تلویزیونی انیمه ۲۵ قسمتی گردید که از ۳ اکتبر ۲۰۰۶ در شبکه تی‌وی توکیو شروع شده و تا ۲۷ مارس ۲۰۰۷ ادامه داشت. نام دیگر این مجموعه تکامل کامل دخترانه (به ژاپنی: ヤマトナデシコ七変化 Yamato Nadeshiko Shichi Henge) است.